# Partit Conservador Escocès
Partit Conservador i Unionista Escocès (anglès Scottish Conservative & Unionist Party) és la secció escocesa del Partit Conservador Britànic, constituïda el 1965 quan es va separar del Partit Unionista, i havia estat força dominant a Escòcia fins als anys seixanta. Des del 2007 tenen 17 escons de 129 al Parlament escocès i 1 de 59 escocesos al parlament britànic. El març del 2006 potser tenia 16.000 afiliats. El líder és Annabel Goldie.

## Origen
Després de la derrota a les eleccions de 1959 que portaren a les reformes electorals de 1965, el Partit Unionista Escocès s'hi va fusionar. El 1977 fou organitzat com a unitat regional, però sota control polític i financer de Londres. Representen als escocesos unionistes contraris a la independència d'Escòcia, que rep el suport no sols del SNP sinó de molts laboristes escocesos. Alguns d'ells, fins i tot tenien lligams amb l'Orde d'Orange, que donava suport als paramilitars protestants d'Irlanda del Nord. Els lligams s'acabaren quan Margaret Thatcher signà l'Acord Angloirlandès, i aleshores hom creà el Partit Unionista Escocès.

## El thatcherisme
Tot i que a les eleccions de 1979 va guanyar molts vots, en va perdre el 1983 i el 1987 a favor dels laboristes i del SNP, degut a les polítiques monetaristes del thatcherisme que perjudicaven les empreses escoceses. Com a mostra. El fred rebuda que li va atorgar l'Assemblea General de l'Església d'Escòcia. Endemés, la postura favorable a la poll-tax els va fer que fossin acusats d'antiescocesos. La substitució de Thatcher per John Major a les eleccions de 1992 els va donar un augment de vots, però no els va treure de la marginalitat ni la divisió interna del partit, menys encara quan s'oposaren a la devolució de poders de 1997.

## La Devolution
Paradoxalment, la convocatòria del Parlament escocès els ha donat certa respectabilitat, però els resultats de les eleccions de 1999, 2003 i 2007 ha estat escàs. Pel que fa al vot a Westminster, hi ha escàs moviment. A les eleccions de 2001 li guanyaren un escó al SNP, però el 2005 el perderen davant els laboristes.
Per tal de guanyar protagonisme, hom ha proposat el retorn al nom Conservador i Unionista, però ha estat impossible a causa de les reticències a acceptar el nom d'un grup sectari a Irlanda del Nord, i perquè ja hi ha enregistrat un Partit Unionista Escocès. Per la seva banda, Murdo Fraser ha proposat la independència del partit i que mantingui amb els Conservadors anglesos una relació anàloga al de la CDU-CSU a Alemanya. Brian Monteith proposà donar suport a l'autonomia fiscal per tal que no els acusessin d'antiescocesos, i fins i tot John Buchan dona suport a la independència escocesa. De moment, però, es manté l'statu quo ideològic.

## Resultats electorals

### Parlament escocès
| Any  | Líder           | Vots (Circum.) | Vots (Circum.) | Vots (Llista) | Vots (Llista) | Escons   | Escons | Escons | Pos. | Govern   |
| Any  | Líder           | No.            | %              | No.           | %             | No.      | ±      | %      | Pos. | Govern   |
| ---- | --------------- | -------------- | -------------- | ------------- | ------------- | -------- | ------ | ------ | ---- | -------- |
| 1999 | David McLetchie | 364,225        | 15.6%          | 359,109       | 15.4%         | 18 / 129 |        | 14.0%  | 3r   | Oposició |
| 2003 | David McLetchie | 318,279        | 16.6%          | 296,929       | 15.6%         | 18 / 129 | =      | 14.0%  | = 3r | Oposició |
| 2007 | Annabel Goldie  | 334,743        | 16.6%          | 284,005       | 13.9%         | 17 / 129 | 1      | 13.4%  | = 3r | Oposició |
| 2011 | Annabel Goldie  | 276,652        | 13.9%          | 245,967       | 12.4%         | 15 / 129 | 2      | 11.6%  | = 3r | Oposició |
| 2016 | Ruth Davidson   | 501,844        | 22.0%          | 524,222       | 22.9%         | 31 / 129 | 16     | 24.0%  | 2n   | Oposició |
| 2021 | Douglas Ross    | 592,526        | 21.9%          | 637,131       | 23.5%         | 31 / 129 | =      | 24.0%  | = 2n | Oposició |

### Consells locals
| Any  | Vots    | %    | Consellers  | +/– |
| ---- | ------- | ---- | ----------- | --- |
| 1974 | -       | 26.8 | 241 / 1.110 | Nou |
| 1977 | -       | 27.2 | 259 / 1.107 | 18  |
| 1980 | -       | 24.1 | 232 / 1.182 | 27  |
| 1984 | -       | 21.4 | 189 / 1.182 | 43  |
| 1988 | -       | 19.4 | 162 / 1.182 | 27  |
| 1992 | 343,358 | 23.2 | 204 / 1.158 | 52  |
| 1995 | 196,109 | 11.5 | 82 / 1.155  | Nou |
| 1999 | 308,170 | 13.5 | 108 / 1.222 | 26  |
| 2003 | 282,895 | 15.1 | 122 / 1.222 | 14  |
| 2007 | 327,591 | 15.6 | 143 / 1.222 | 21  |
| 2012 | 206,599 | 13.3 | 115 / 1.222 | 28  |
| 2017 | 478,073 | 25.3 | 276 / 1.227 | 161 |
| 2022 | 364,824 | 19.7 | 214 / 1.227 | 63  |

### Parlament Europeu
| Any  | Escòcia | Escòcia | +/– |
| Any  | %       | Escons  | +/– |
| ---- | ------- | ------- | --- |
| 1979 | 33.7    | 5 / 8   |     |
| 1984 | 25.8    | 2 / 8   | 3   |
| 1989 | 20.9    | 1 / 8   | 1   |
| 1994 | 14.5    | 0 / 8   | 1   |
| 1999 | 19.8    | 2 / 8   | 2   |
| 2004 | 17.8    | 2 / 7   | =   |
| 2009 | 16.8    | 1 / 6   | 1   |
| 2014 | 17.2    | 1 / 6   | =   |
| 2019 | 11.6    | 1 / 6   | =   |